# ハメド・ジュニオール・トラオレ
ハメド・ジュニオール・トラオレ（Hamed Junior Traorè, 2000年2月16日 - ）は、コートジボワール・アビジャン出身のサッカー選手。AJオセール所属。コートジボワール代表。ポジションはミッドフィールダー。

## 経歴

### クラブ
コートジボワールで生まれ、幼少期に家族でイタリアへ移住した。2015年からイタリアのエンポリに所属し、2017年10月8日のフォッジャ戦でデビューを果たし、シーズンで10試合出場した。
2019年1月15日、フィオレンティーナへの移籍が発表されたが、メディカルチェックで心臓に不整脈を抱えている可能性が発見されたため移籍が不成立となった。
2019年7月12日、サッスオーロへ2年間のレンタル移籍で加入。
2023年1月31日、ボーンマスにレンタル移籍で加入。5月16日、5年契約を結び完全移籍。
2024年1月17日、ナポリに買取オプション付きのレンタル移籍で加入。
2024年8月27日、AJオセールにレンタル移籍した。

### 代表
2021年9月6日にホームのアビジャンで行われた2022 FIFAワールドカップ・アフリカ2次予選のカメルーンとの試合で、コートジボワール代表のデビューを果たした。

## 人物
マンチェスター・ユナイテッドに所属するアマド・ディアロは実の弟。